# Bénédict Calandrini

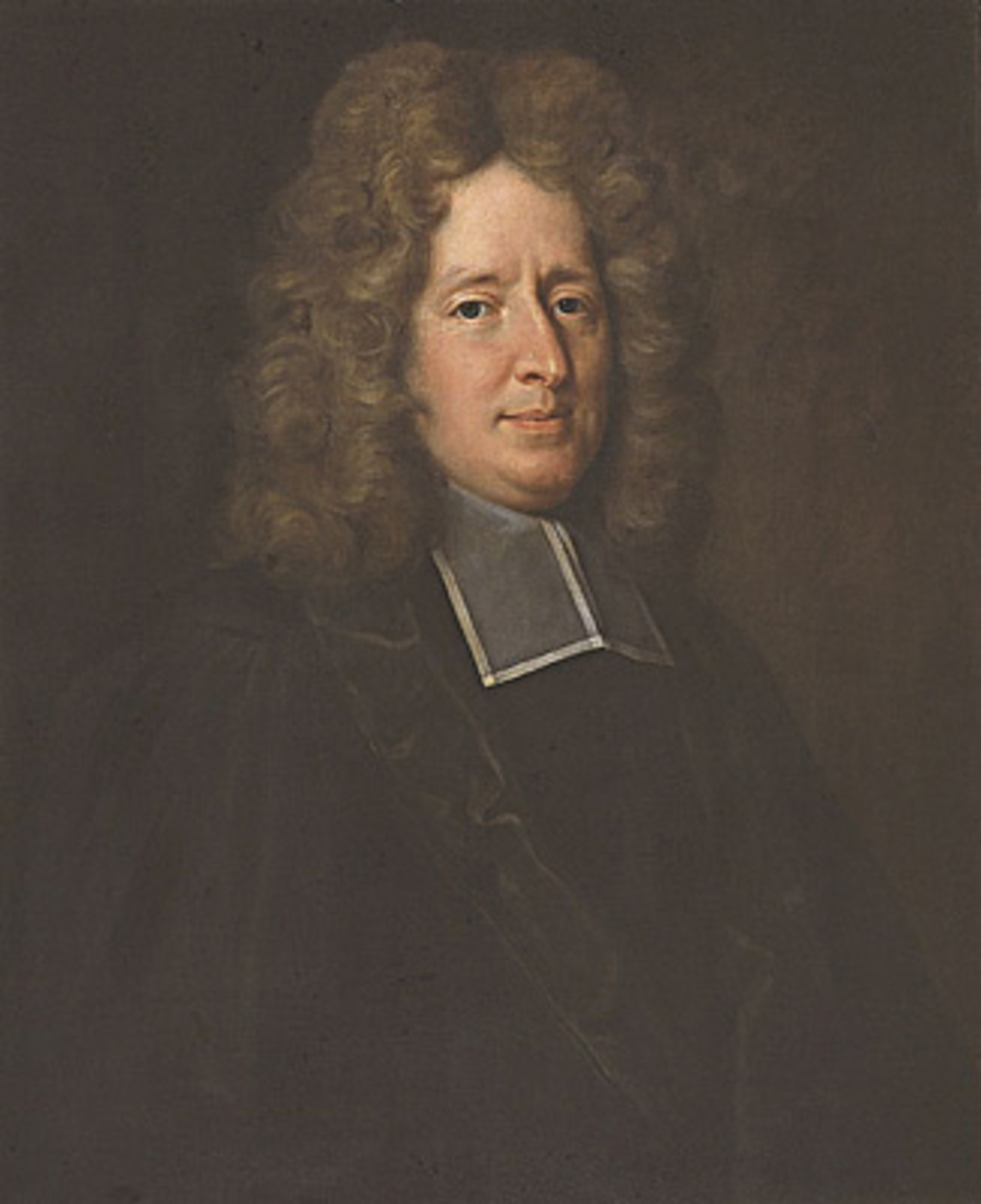

Bénédict Calandrini (* 4. September 1639 in Genf; † 13. Dezember 1720 ebenda) war ein Genfer reformierter Theologe.
Er war der Sohn des Kaufmanns Jean-Louis Calandrini und von Catherine Turrentini. Calandrini studierte 1657 bis 1660 Theologie in Genf und wurde 1662 Pfarrer an der italienischen Kirche in Genf und 1664 Pfarrer in Genf. 1673 bis 1677 war er Rektor der Genfer Akademie und 1690 bis 1720 war er dort Professor für Theologie. Von 1705 bis 1720 war er Dekan der Compagnie des pasteurs.
Er stand wie sein Kollege an der Akademie François Turrettini auf Seiten des  Consensus Helveticus (und war damit auf Seiten der Cabale italique an der Akademie und Gegner des liberalen reformierten Theologen an der Akademie Louis Tronchin). Sie richtete sich gegen abweichende Lehren in der reformierten Kirche und besonders gegen die Prädestinationslehre von Moyse Amyraut.
1670 heiratete er Sybille Catherine Fatio, die Tochter des Kaufmanns Jean Baptiste Fatio (Herr von Duillier). Er war auch 1695 bis 1714 einer der Hauptakteure in einem Untergrund-Ring von Unterstützern von hugenottischen Galeerensträflingen. Sein Großneffe war der Physiker und Mathematiker Jean-Louis Calandrini.